# Santa Barbara, Kalifornija
Santa Barbara je poznato ljetovalište u istoimenom okrugu, u američkoj saveznoj državi Kaliforniji. Leži na obali Tihog oceana, u podnožju planinskog lanca Santa Ynez Mountains.
Klima Santa Barbare opisuje se kao mediteranska, a grad nosi nadimak "Američka rivijera".

## Povijest
Povijest grada počinje prije 13.000 godina s precima današnjih Chumash Indijanaca. Oko 8.000 do 10.000 godina Chumasi su živjeli na južnoj obali današnjeg okruga Santa Barbara. Portugalski istraživač João Cabrilho plovio je Santa Barbarskim kanalom 1542. godine, a kratko se vrijeme tu i usidrio. Španjolski istraživač Sebastian Vizcaino dao je području ime "Santa Barbara" 1602. godine, u znak zahvalnosti za to što je preživio oluju u kanalu 3. prosinca, uoči blagdana Svete Barbare.
Godine 1786. na području je osnovana katolička misija Santa Barbare, zajedno sa španjolskom vojnom utvrdom. Od 1822. do 1846. bila je dijelom Meksika, nakon čega, u sastavu Kalifornije, biva pripojena SAD-u.
Tijekom ranog 20. stoljeća, u doba nijemog filma, u gradu je bio smješten najveći filmski studio na svijetu.

## Stanovništvo
Prema popisu stanovništva iz 2000. godine grad je imao 92.325 stanovnika, u 35.605 domaćinstava, te 18.941 obitelji. Većina su stanovništva, odnosno 74,04%, bijelci. Šire područje grada ima 201.058 stanovnika (2000. godine).

## Poznate osobe
- David Crosby, kantautor
- Anthony Edwards, glumac
- Katy Perry, kantautorica
- David Woodard, dirigent

## Gradovi prijatelji
- Dingle, Irska
- Puerto Vallarta, Meksiko
- San Juan, Filipini
- Toba, Mie, Japan
- Weihai, Kina

## Vanjske poveznice
- Službena stranica grada (engl.)
- Stranica Turističke zajednice (engl.) (fr.) (njem.) (šp.) (jap.)

### Ostali projekti
|  | Zajednički poslužitelj ima još gradiva o temi Santa Barbara, Kalifornija |